# La Pléiade
La Pléiade (franz., dt. „Siebengestirn“) war eine Gruppe von französischen Dichtern, die sich 1549 in Paris um Pierre de Ronsard und Joachim du Bellay bildete und sich zunächst als La Brigade (dt. „Trupp/Schar“) bezeichnete.

## Dichtergruppe im 16. Jahrhundert
Der Name Pléiade, unter dem sie in die Literaturgeschichte einging, ist erstmals 1556 in einem Gedicht von Ronsard, des Leiters der Gruppe, belegt. Dieser auch war es, der die zunächst offene Mitgliederzahl auf sieben begrenzte, und zwar in Anlehnung an eine Siebenergruppe von Dichtern im hellenistischen Alexandria des 3. Jahrhunderts v. Chr., deren Zahl derjenigen der Plejaden in der griechischen Mythologie entsprach. Neben Ronsard und Du Bellay zählen zur eigentlichen Pléiade die heute kaum noch bekannten Autoren Jean Dorat, Rémy Belleau, Jean-Antoine de Baïf, Pontus de Tyard und Étienne Jodelle. Enge Beziehungen zu der Gruppe pflegten der humanistische Gelehrte Jacques Peletier du Mans und der Komponist Claude Le Jeune.
Die Mitglieder der Pléiade, die sämtlich eine profunde Kenntnis der lateinischen und meist auch der (alt)griechischen Sprache und Literatur besaßen, propagierten einerseits die Nachahmung antiker Autoren und Gattungen, betonten aber zugleich den Wert des Französischen, das sie als Literatursprache zu erneuern und durch Neologismen, z. B. Latinismen, Archaismen und Ausdrücke aus Fachsprachen sowie Dialekten zu bereichern versuchten. Ihr Schaffen, insbes. ihre Liebesdichtung, ist jedoch auch stark an der zu dieser Zeit in Europa maßgebenden italienischen Literatur orientiert, z. B. an der Lyrik Francesco Petrarcas und seiner Nachfolger, der Petrarkisten.
Nicht durchsetzen konnte sich die von einigen Mitgliedern, insbes. Baïf, angestrebte Revolutionierung der französischen Metrik im Sinne eines Systems, das auch die Quantitäten der Silben misst und nicht nur ihre Zahl. Die Versformen, die heute vor allem dank Ronsard und Du Bellay als typisch für die Gruppe erscheinen, sind vielmehr der Zehnsilbler und der zwölfsilbige Alexandriner. Typische Gedichtgattungen sind das Sonett und die Ode.
Die Doktrin der Gruppe wurde formuliert vor allem von Du Bellay in seiner bekannten Schrift La Défense et illustration de la langue française (1549, dt. „Verteidigung und Berühmtmachung der französischen Sprache“). „Verteidigt“ werden sollte hierbei das Französische gegenüber eingefleischten Humanisten, die da meinten, keine neuere Sprache könne je dem Lateinischen und Griechischen das Wasser reichen. „Illustriert“ werden sollte es durch literarische Werke, die es mit denen der griechischen und römischen Klassiker, vor allem aber mit denen der modernen Italiener aufnehmen konnten. Insofern dachten die Pléiade-Autoren durchaus quasi nationalistisch.

## Namensübertragung im 20. Jahrhundert
Im 20. Jahrhundert wurde der Name La Pléiade auf einige Editionsreihen im Verlag Gallimard übertragen:
- die Bibliothèque de la Pléiade, die renommierteste französische Klassiker-Reihe, die in ledergebundenen Dünndruckausgaben seit den 1920er Jahren große französische und (in Übersetzungen) fremdsprachige Autoren herausbringt und inzwischen weit über 600 Bände umfasst (Stand: 2019);
- die Albums de la Pléiade, erschienen seit 1960: 45 Bände (Stand: April 2005);
- die Cahiers de la Pléiade, eine literarische Zeitschrift,  die vom April 1946 bis zum Herbst 1951 (13 Nummern) erschien;
- die Encyclopédie de la Pléiade, erschienen seit 1955: 49 Bände (Stand: April 2005);
- die Galérie de la Pléiade, erschienen 1950 bis 1957 (6 Bände).